# Sydvaranger Gruve

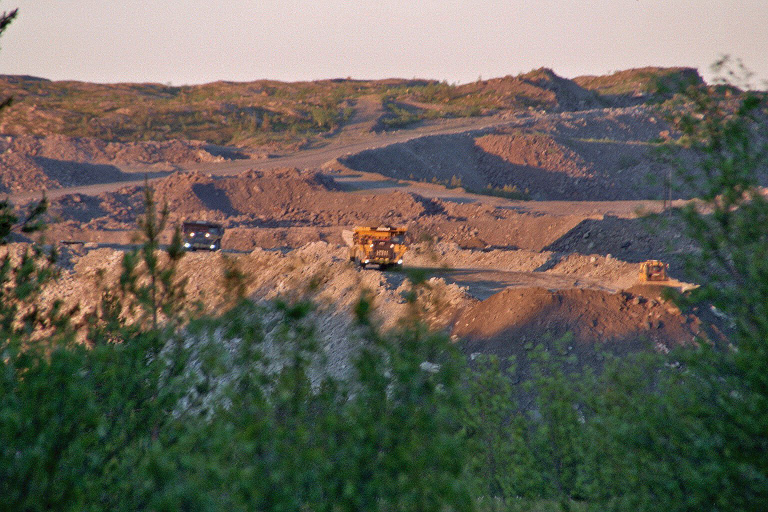
Lastfordon på väg upp från dagbrottet

Sydvaranger Gruve AS var ett gruvföretag med säte i Kirkenes i Sør-Varanger kommun i Finnmark fylke i Norge, som bröt järnhaltig malm vid Kirkenes.
Järnmalm har tidigare brutits på platsen nära Bjørnevatn åtta kilometer söder om Kirkenes av AS Sydvaranger. Efter det att driften lagts ned 1997, återupptogs malmbrytning 2007 av det nybildade företaget Sydvaranger Gruve AS. Detta var helägt av det i december 2007 börsnoterade Northern Iron Ltd i Australien, vilket i sin tur har Bermudaregistrerade Dalnor Assets Ltd och Tschudi Mining Company som största ägare.
Järnmalmen (magnetit) bröts i ett dagbrott och fraktas på gruvtuckar av typ Caterpillar 777 med 100 tons lastkapacitet till ett grovkrossverk vid gruvan. Därifrån fraktas den krossade malmen åtta kilometer med en av gruvföretaget ägd malmjärnväg till ett anrikningsverk vid hamnen i Kirkenes, och därifrån efter koncentration med fartyg till stålföretag utomlands. I november 2009 lämnade det första fartyg Kirkenes med en last på 70 000 ton järnkoncentrat. 
Gruvan bröt 2013 som mest omkring 210 000 ton ton malm per månad och hade en årsproduktion av knappt 2 miljoner ton. Brytningen av malm skedde sedan 2014 av ett norskt dotterföretag till australiska Orica enligt ett sexårigt avtal. Malmen koncentrerades till ungefär 67 procent.
Gruvföretaget hade 2013 en omsättning på 205 miljoner amerikanska dollar, Årets verksamhet gav en förlust på 1,7 miljoner amerikanska dollar.
Den 18 november 2015 gick företaget i konkurs, vilket berodde på kraftiga nedgångar i priserna på järnmalm.